# Лакс
Лакс (нем. и романш. Laax) — коммуна в Швейцарии, в кантоне Граубюнден.
Входит в состав округа Сурсельва. Население составляет 1236 человек (на 31 декабря 2006 года). Официальный код — 3575.

## Фотографии

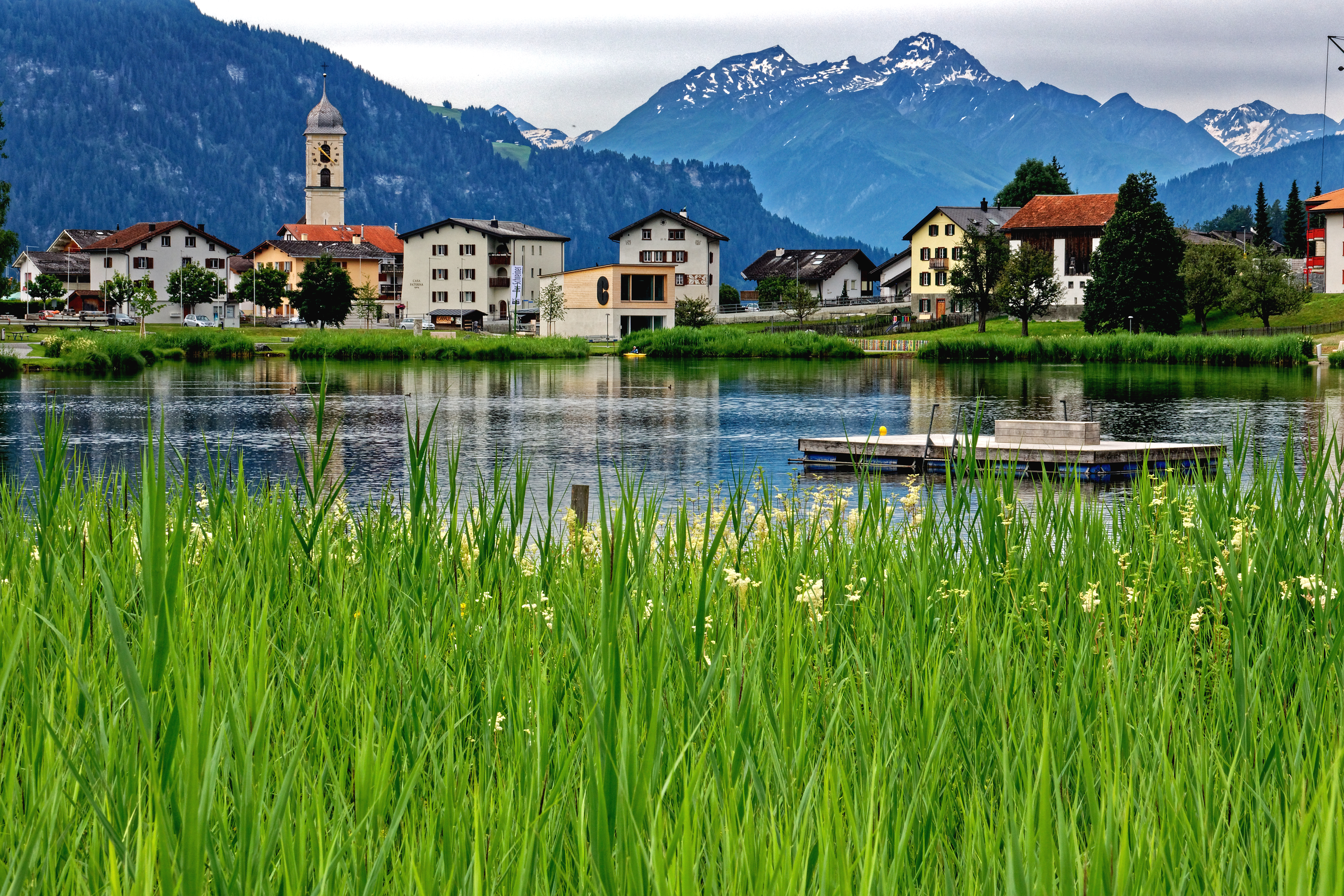
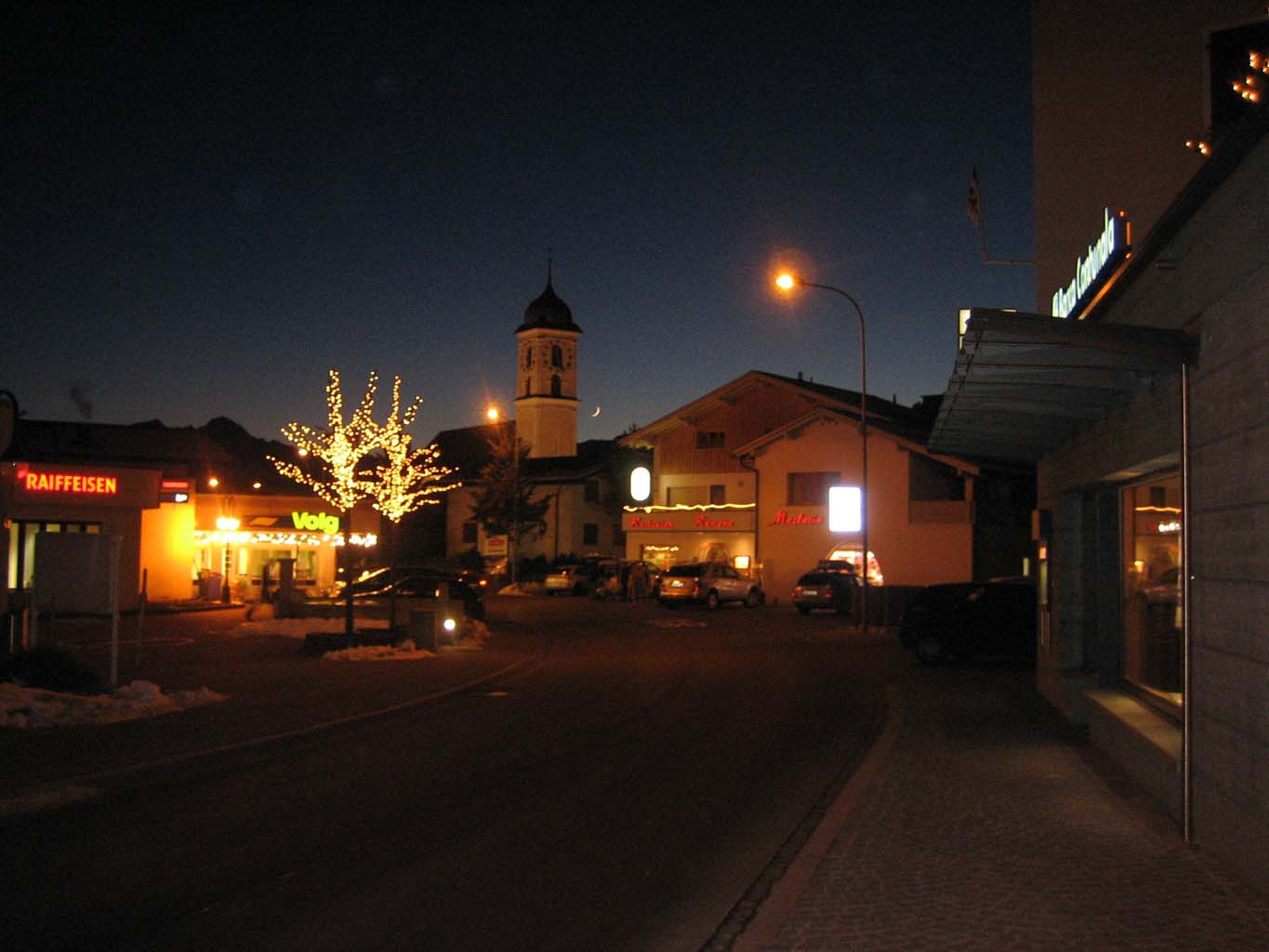
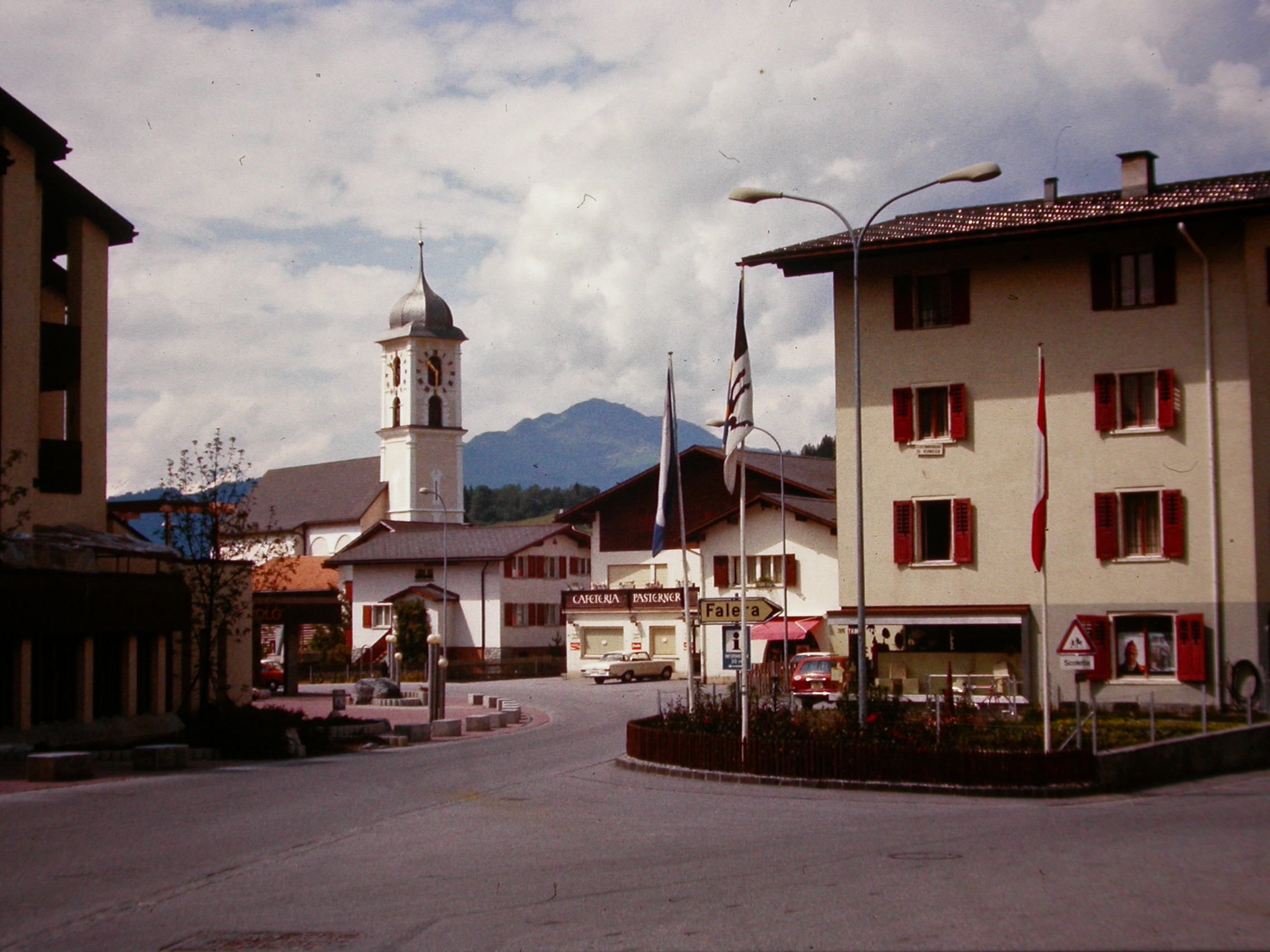